# Фридрих I Бабенберг
Фридрих I Католик (на немски: Friedrich I, der Christliche, der Katholische, ок. 1175 – 1198) е от 1194 г. до смъртта си херцог на Австрия от династията Бабенберги.

## Живот
Той е първороден син на херцог Леополд V (1157 – 1194) и съпругата му Хелена Унгарска (1158 – 1199), дъщеря на унгарския крал Геза II.
През 1197 г. Фридрих участва в кръстоносния поход на император Хайнрих VI. Умира твърде млад, неженен, по време на връщането си от похода към Палестина. Тленните му останки са съхранени според германския обичай (Mos Teutonicus) – меките тъкани са свалени чрез сваряване от костите, а последните са ескортирани и погребани в манастир „Свети Кръст“ в Долна Австрия.
Неговият по-малък брат Леополд VI Бабенберг наследява херцогството.